# Ficus richteri
Ficus richteri är en mullbärsväxtart som beskrevs av Armando Dugand. Ficus richteri ingår i släktet fikonsläktet, och familjen mullbärsväxter. Inga underarter finns listade i Catalogue of Life.